# 計量カップ

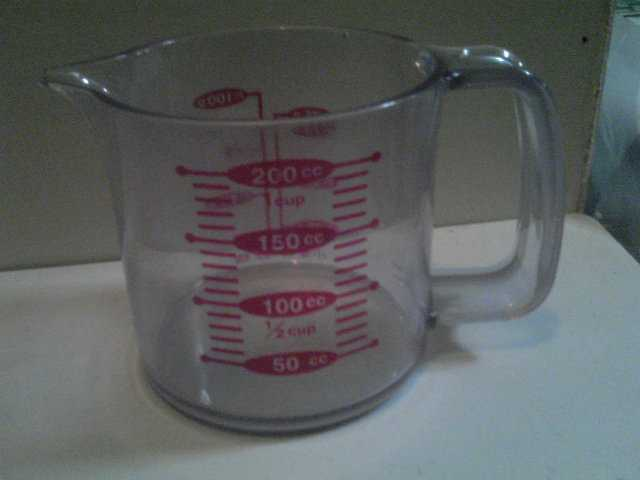
日本の家庭用計量カップ（200 mLタイプ）

計量カップ（けいりょうカップ）は、調理の際に体積の計量に用いられる、目盛りがついたカップである。メジャーカップとも言う。調理のレシピにおいては、計量カップの容積が「カップ」という単位として用いられる。
内側に目盛りがついてあり、内側を覗くことで分量を確認するものと、透明の素材で出来ていて、外側から分量を確認できるものがある。プラスチックが一般に普及する前は金属などで出来た前者のタイプが多かったが、現在ではプラスチック製の後者のタイプが多い。
また近年は上から分量を確認できる計量カップも登場している。これにはニトリや山崎実業の段々計量カップ、OXOのアングルドメジャーカップがある。
日本においては香川綾によって考案され、計量カップの容積は200ミリリットル（0.2リットル）に統一されている。すなわち、1カップは200ミリリットルである。また、米の計量用に、1食分に相当する180ミリリットル（1合）の計量カップもある。
アメリカ合衆国では、1カップは0.5米パイント（=8米液量オンス、約237ミリリットル）である。法律では、メートル法に基づいた240ミリリットルの計量カップが定められている。
オーストラリア、カナダ、ニュージーランドで用いられる計量カップは250ミリリットルとなっている。